# Blacus coracinus
Blacus coracinus är en stekelart som beskrevs av Sergey A. Belokobylskij 1995. Blacus coracinus ingår i släktet Blacus och familjen bracksteklar. Inga underarter finns listade.